# جائزة بورتلاند الكبرى 2018
جائزة بورتلاند الكبرى 2018 هو سباق فورمولا 1 أقيم بتاريخ 2 سبتمبر 2018 وهو أحد سباقات سلسلة إندي كار 2018، حلّ الياباني تاكوما ساتو أولا بينما جاء الأمريكي ريان هنتر-راي في المركز الثاني وحصل على المركز الثالث الفرنسي سيباستيان بورديه.